# Leleka-100

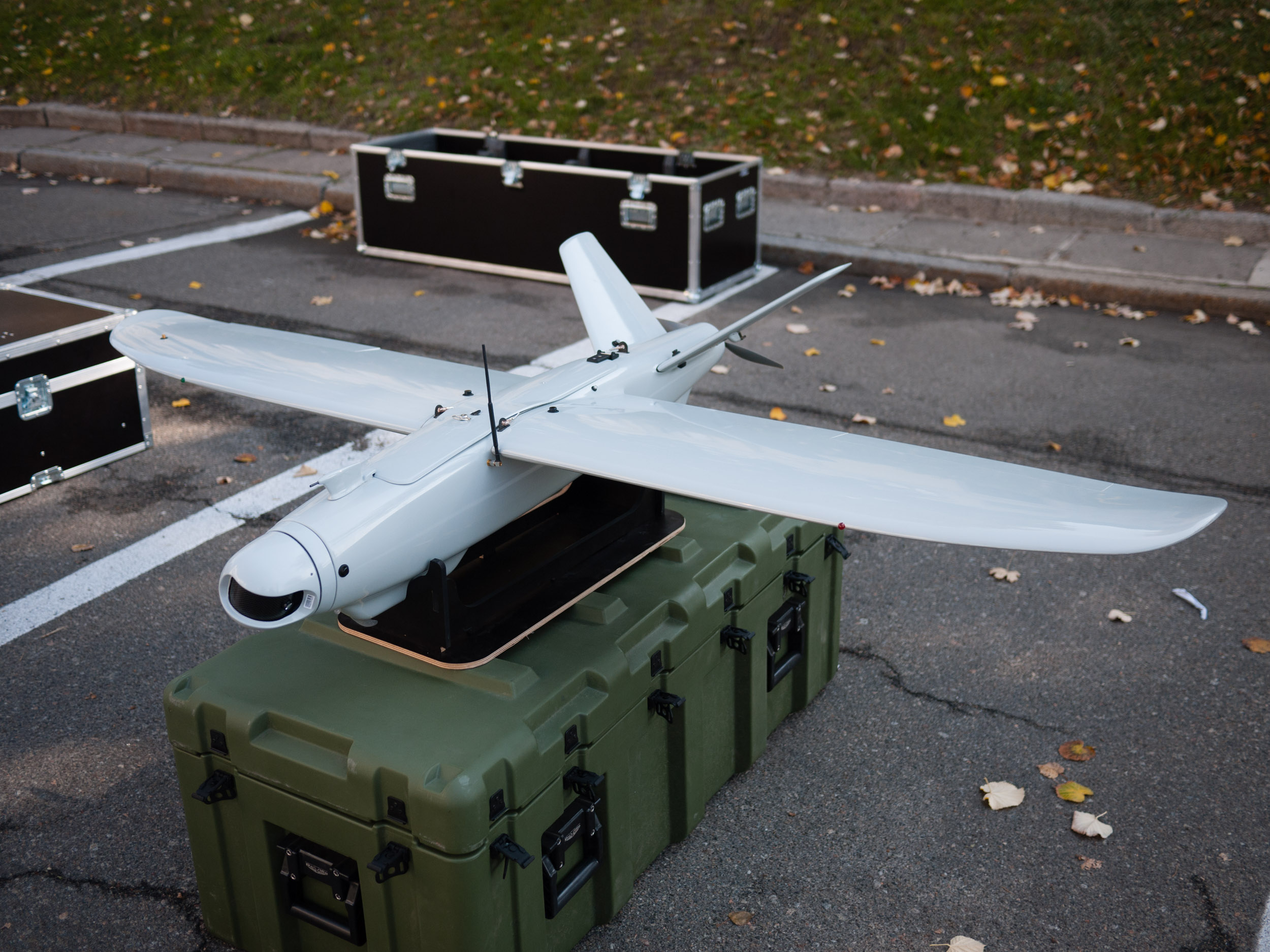
UAV Leleka-100 (2021)

Leleka-100 (Ukrainisch: Лелека-100) ist ein ukrainisches unbemanntes Luftfahrzeug (UAV), das für die Luftaufklärung entwickelt wurde. Die Drohne ist eine Eigenentwicklung des ukrainischen Unternehmens Deviro, das bereits 2014 zu Beginn der russischen Invasion begann, unbemannte Luftfahrzeuge zu entwickeln. Ausschlaggebend hierfür waren die hohen Kosten ausländischer Drohnen und weitere Einschränkungen wie z. B. Zollbestimmungen. Die Leleka-100 ist seit 2015 offiziell bei den Streitkräften der Ukraine und wurde im Jahr 2022 ausgiebig im Russland-Ukraine-Krieg eingesetzt. Es diente als Basis für die Loitering Weapon RAM II.

## Überblick
Die Leleka-100 wurde für Luftaufklärungs-, Patrouillen- und Geländekartierungsaufgaben mit der Fähigkeit zur Übermittlung von Einsatzinformationen und zur Ermittlung genauer geografischer Koordinaten in Echtzeit entwickelt. Die Drohne ist ein Teil eines Software- und Hardwaresystems.
Die Videoübertragung der Drohne ist verschlüsselt, so dass sie von herkömmlichen Videoempfängern nicht abgefangen werden kann. Darüber hinaus enthält das Videosignal der Drohne keine Flugtelemetrie oder GPS. Es ist auch möglich, eine separate Kamera auf der Drohne zu installieren, die so programmiert werden kann, dass sie in einem bestimmten Zeitintervall oder auf Befehl des Autopilotsystems Fotos macht.
Um zu verhindern, dass die Drohne von der elektronischen Kriegsführung des Gegners entdeckt wird, ist der Sender des Videokanals mit einem Ferneinschalt- und -ausschaltsystem ausgestattet. Die Drohne kann unter Funkstille starten und landen, und während des Fluges kann der Bediener die Videoübertragung von der Leleka je nach Bedarf ein- oder ausschalten.
Das System ist für den Betrieb in einem schwierigen Funkumfeld, bei absichtlichen Funkstörungen oder der Blockierung von GPS/GLONASS-Satellitennavigationssystemen geeignet.
Das Flugzeug ist witterungsbeständig und kann zu jeder Tageszeit eingesetzt werden (bei dichter Bewölkung und leichtem Regen kann das System eingesetzt werden, wenn die in der Luft verbrachte Zeit im Regen nicht mehr als 20 Minuten beträgt).
Das gesamte System ermöglicht eine automatische Steuerung des Luftfahrzeugs während des gesamten Fluges, was die Arbeit des Bedieners erheblich vereinfacht und es ihm ermöglicht, sich auf die Analyse der von der Drohne kommenden Betriebsinformationen zu konzentrieren. Gleichzeitig gibt es einen kombinierten Steuerungsmodus mit teilweisem Eingriff des Bedieners und der Möglichkeit, das Fahrzeug in die gewünschte Richtung zu lenken. Ist der Eingriff des Bedieners beendet, kehrt das Fahrzeug auf die vorprogrammierte Route zurück.
Das UAV wird über einen verschlüsselten digitalen Funkkanal gesteuert, über den der Bediener während des gesamten Fluges Telemetriedaten empfangen kann. Der Bediener kann den Standort des UAV auf Satellitenkarten verfolgen, die Route anpassen, eine Notrückkehr zum Startpunkt veranlassen oder bei Bedarf einen anderen Landeplatz programmieren. Selbst wenn der Funkkanal unterbrochen wird, kann das UAV seinen autonomen Flug fortsetzen, zurückkehren und an einem vorprogrammierten Punkt landen.
Die Nutzlast ist modular aufgebaut und besteht aus Varianten von schnell austauschbaren Geräten mit einer einzigen, einheitlichen Verbindungsschnittstelle, die den Einbau des gewünschten Moduls je nach den Bedürfnissen des Betreibers ermöglicht.
Die Tageslicht-Nutzlastmodule sind in zwei Achsen gyroskopisch stabilisiert und können in den Richtungen rechts-links und oben-unten ferngesteuert werden. Die Nachtnutzlast ist mit einem Wärmebildsensor ausgestattet, der in Auf- und Abwärtsrichtung ferngesteuert werden kann.

## Spezifikation
- Maße: 1980 mm / 1135 mm / 352 mm
- Flügelspannweite: 1980 mm
- Grundgewicht: 6 kg
- Material: Verbundwerkstoff: mit Aramid, Glas- und Kohlenstofffasern verstärkter Kunststoff
- Max. Flughöhe: 1500 Meter (Software limitiert)
- Temperaturbereich: -20C° bis 55C°
- Windwiderstand: 20 m/s
- Geschwindigkeit: 60–70 km/h
- Antrieb: Elektrisch
- Flugzeit Basismodell: 2–2,5 Stunden
- Reichweite: 100 km
- Funkreichweite: 45 km bidirektionaler digitaler Telemetrie-Datenkanal mit Verschlüsselung
- Flugkontrollsystem: Autopilot mit Vollautomatik und Navigationsmodus
- System zur Abwehr elektronischer Waffen: spezielles DEVIRO-System zur antielektronischen Kriegsführung, welches absichtliche Störungen in der Umgebung (GPS) erkennt (Blockierung/Spoofing) und schaltet automatisch auf die Trägheitsmodus um
- Flugplan-Programmierung: visueller Modus mit Online-/Offline-Satellitenkarten

- Zielgeräte modular austauschbar:
  - Modul „F16x9“ – ferngesteuert, gyroskopisch stabilisiert in zwei Ebenen, feste 4-fache optische Vergrößerung;
  - Modul „Z 10x32“ – ferngesteuert, gyroskopisch stabilisiert in zwei Ebenen, variabler optischer 16fach-Zoom;
  - Wärmebildmodul 'T25x25' – ferngesteuert entlang der Nickachse, Format 640×480, 50 Hz.

- Video Übertragung: Bis zu 45 km über verschlüsselten 2-Wege Kanal zum Empfang von Telemetrie und 720p HD-Video Daten
- Startmethode: Katapult
- Landemethode: Bauchlandung Mittels Fallschirm